# Ora de vară

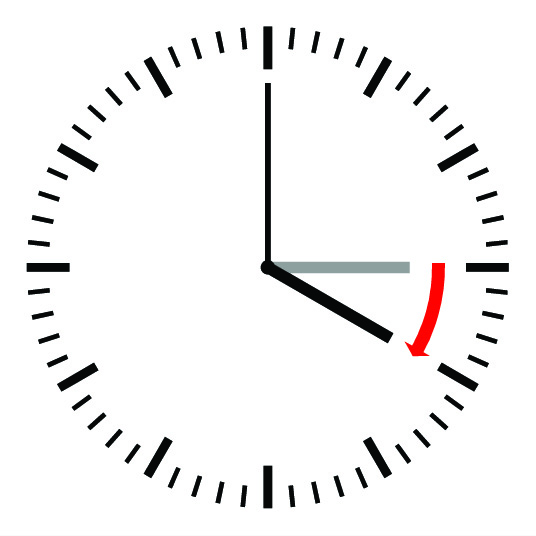
Ora de vară

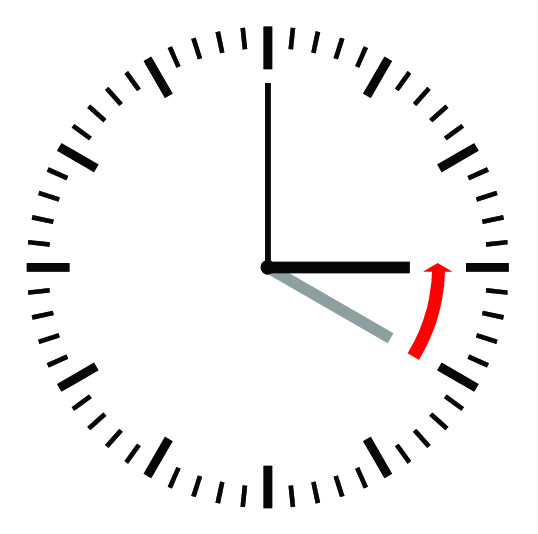
Ora de iarnă

Ora de vară este ora legală adoptată de unele țări sau teritorii pe timpul unei părți a anului, cu începere la o dată din timpul primăverii și până la o dată din timpul toamnei. Ora de vară este de obicei cu o oră înaintea orei oficiale standard, care este de multe ori greșit numită, prin contrast cu ora de vară, ora de iarnă.
Acest sistem are ca scop folosirea din plin, cât mai mult timp, a luminii Soarelui. În lunile de vară, ora este dată înainte pentru ca principalele activități umane să se desfășoare cât mai mult posibil pe lumină naturală; în acest fel se economisește energia electrică necesară iluminatului.

## Istoric
Ideea trecerii la ora de vară îi aparține omului de știință Benjamin Franklin și provine din secolul al XVIII-lea. Acesta a studiat modul în care lămpile cu ulei produceau lumină și cât de eficiente erau acestea.

## Ora de vară în România
În prezent, ora de vară se aplică în fiecare an, în ultima duminică din martie (ora 03:00 devine 04:00), și ultima duminică din octombrie (ora 04:00 devine 03:00). 

### Primul Război Mondial
Introducerea orei de vară s-a născut ca o necesitate de război, în timpul primei conflagrații mondiale. Germania și Austro-Ungaria au fost primele țări care au introdus acest sistem, începând cu 30 aprilie 1916, în scopul economisirii rezervelor de cărbune necesare producției de război.
Anunțul oficial în acest sens prevedea că ziua de 1 mai 1916 începe la ora 11 a zilei de 30 aprilie iar ziua de 30 septembrie se va sfârși la o oră după miezul nopții.
SUA au pus in practică regulile cu două ore exacte în luna martie 1918, în timpul Primului Război Mondial. Aceasta a fost adoptată ca o măsură temporară de război, destinată redirecționării unor cantități mai mari de cărbune pentru armata, în detrimentul utilizatorilor casnici, menținând locuințele nelocuite mai mult timp și reducând astfel nevoile de incălzire și iluminare.
Puterile Antantei au adoptat această reglementare un an mai târziu, în 1917. Acest fapt a făcut ca și România să adopte pentru prima dată ora de vară în 1917.

### Utilizarea în România
În România, ora de vară a fost introdusă pentru prima dată în 1917, în timpul Primului Război Mondial. Referitor la acest aspect, regina Maria nota în jurnalul său, la 5/18 iulie 1917:
De azi se schimbă ora – se dă înainte, ora șapte e deja ora opt și așa mai departe. A trebuit să o facem pentru că rușii așa procedează, ca să evităm confuziile – motivul e economia la electricitate. La început va pricinui totuși încurcături, fără îndoială.:p. 81
După război s-a renunțat la folosirea orei de vară, aceasta fiind reintrodusă în 1932, din aceleași rațiuni economice. Până în 1939 ora de vară a funcționat în fiecare an, între prima duminică din aprilie (în 1932: 22 mai), ora 00:00 și prima duminică din octombrie, ora 01:00 (ore locale). Între 1 aprilie 1940, ora 00:00, și 2 noiembrie 1942, ora 03:00, ora de vară a fost în vigoare permanent în România. Din 1943, practica trecerii la ora de vară a fost suspendată.
Ora de vară a fost reintrodusă în România începând cu 1979.
Prezenta regulă este în vigoare din 1997; până atunci s-au mai aplicat următoarele reguli:
- 1979 - 1983: prima duminică din aprilie, ora 00:00 (-> 01:00) - ultima duminică din septembrie, ora 01:00 (-> 00:00) (cu excepția anului 1979, când ora de vară a început pe 27 mai); [necesită citare]
- 1984 - 1996: ultima duminică din martie, ora 00:00 (-> 01:00) - ultima duminică din septembrie, ora 01:00 (-> 00:00).

(toate orele sunt ore locale ale României)